# Concacaf League
Concacaf League var en fotbollsturnering för klubblag mellan 2017 2022, arrangerad av Concacaf. Turneringen fungerade även som ett kval till Concacaf Champions League. Concacaf League var en serie utslagsmatcher i form av dubbelmöte, turneringen innehöll 16 lag säsongerna 2017–2018 och utökades till 22 lag till säsongen 2019 och hade 22 lag till sista säsongen, 2022.

## Kvalificering
Totalt 22 lag deltar i Concacaf League (från och med 2019). 18 från Centralamerika (från 7 fotbollsförbund), 3 från Karibien (från 2 eller 3 fotbollsförbund) och 1 från Nordamerika (från 1 fotbollsförbund)
- Centralamerika
  - 3 lag från Costa Rica
  - 3 lag från El Salvador
  - 3 lag från Guatemala
  - 3 lag från Honduras
  - 3 lag från Panama
  - 2 lag från Nicaragua
  - 1 lag från Belize
- Karibien
  - 2 klubbar från Caribbean Club Championship (andraplats och tredjeplats )
  - 1 klubb från Caribbean Club Championship/Caribbean Club Shield playoff.
- Nordamerika
  - 1 lag från Kanada

## Vinnare
| Säsong | Vinnare        | Finalist    | Resultat | Resultat | Resultat       |
| Säsong | Vinnare        | Finalist    | Match 1  | Match 2  | Totalt         |
| ------ | -------------- | ----------- | -------- | -------- | -------------- |
| 2017   | Olimpia        | Santos      | 0–1      | 1–0      | 1–1 (4–1 str.) |
| 2018   | Herediano      | Motagua     | 2–0      | 1–2      | 3–2            |
| 2019   | Saprissa       | Motagua     | 1–0      | 0–0      | 1–0            |
| 2020   | Alajuelense    | Saprissa    | 3–2      |          |                |
| 2021   | Comunicaciones | Motagua     | 2–1      | 4–2      | 6–3            |
| 2022   | Olimpia        | Alajuelense | 3–2      | 2–2      | 5–4            |